# ونا القس
قرية ونا القس هي إحدى القرى التابعة لمركز الواسطى في محافظة بني سويف في جمهورية مصر العربية. حسب إحصاءات سنة 2006، بلغ إجمالي السكان في ونا القس 13036 نسمة، منهم 6958 رجل و6078 امرأة.